# Nietleben
Nietleben è un quartiere della città tedesca di Halle (Saale).
È stata un'amministrazione indipendente fino al 1950, anno dell'unificazione con Halle.